# Chéries-Chéris
Chéries-Chéris (česky Drahé, drazí), původním názvem Festival de films gays, lesbiens, trans et ++++ de Paris (Pařížský festival gay, lesbických, trans a ++++ filmů) je filmový festival zaměřený na filmy s LGBT tématem. Od svého založení v roce 1994 probíhá každoročně v Paříži v říjnu nebo listopadu. Festival trvá 10 dnů a jeho místem je Forum des images v obchodním centru Forum des Halles.

## Historie
Festival založili v roce 1994 novinářka Élisabeth Lebovici a režiséři Philip Brooks a Yann Beauvais pod názvem Festival de films gays et lesbiens de Paris (Pařížský festival gay a lesbických filmů). Nejprve se pořádal v American Center. Po jeho uzavření se festival přestěhoval v roce 1998 do Forum des images v obchodním centru Forum des Halles.
V letech 2006–2008 byl kvůli rekonstrukci Forum des Images přesunut do největšího pařížského kina Le Grand Rex. Od roku 2009 se vrátil zpět do Forum des images.
Až do roku 2006 festival neuděloval žádné ceny. V roce 2007 vznikla cena pro krátkometrážní filmy udělovaná televizí Canal+, kterou v roce 2009 nahradila cena Chéries-Chéris udělovaná televizí Pink TV. V roce 2010 byl počet cen rozšířen na Velkou cenu (Grand prix), Cenu za ztvárnění (Prix d'interprétation), Velkou cenu festivalu pro dokumentární film (Grand prix Chéries-Chéris du film documentaire), Cenu Pink TV pro dokumentární film (Prix Pink TV du film documentaire), Velkou cenu festivalu a Pink TV pro krátkometrážní film (Grand prix Chéries-Chéris - Pink TV du court métrage) a speciální ocenění.
Od roku 2009 festival používá své dnešní jméno.

## Ocenění
| Rok  | Cena                                                 | Film                           | Režie                                   | Země               |
| ---- | ---------------------------------------------------- | ------------------------------ | --------------------------------------- | ------------------ |
| 2007 | Prix Canal Plus du court métrage                     | Gero, Gerd und die Grossartige | Lisa Adler                              | Německo            |
| 2008 | Prix Canal Plus du court métrage                     | The Saddest Boy in the World   | Jamie Travis                            | Kanada             |
| 2009 | Prix Chéries-Chéris - Pink TV du court métrage       | Bi-Definition                  | Kai Salim                               | USA                |
| 2010 | Grand prix                                           | Uncle David                    | Gary Reich, Mike Nicholls a David Hoyle | Spojené království |
| 2010 | Prix d'interprétation                                | Uncle David                    | Gary Reich, Mike Nicholls a David Hoyle | Spojené království |
| 2010 | Grand prix Chéries-Chéris du film documentaire       | Ouganda, au nom de Dieu        | Dominique Mesmin                        | Francie            |
| 2010 | Prix Pink TV du film documentaire                    | Le gai tapant                  | Voto a Hélène Barbé                     | Francie            |
| 2010 | Grand prix Chéries-Chéris - Pink TV du court métrage | Masala Mama                    | Michael Kam                             | Singapur           |
| 2010 | Speciální ocenění (krátkometrážní)                   | Kaden                          | Harriet Storm                           | USA                |

## Partneři
Festival podporují Ministerstvo kultury a komunikací, Regionální kulturní rada regionu Île-de-France, město Paříž, Národní ústav prevence a vzdělávání pro zdraví (Institut national de prévention et d'éducation pour la santé), časopis Têtu a Pink TV.